# Provanna glabra
Provanna glabra is een slakkensoort uit de familie van de Provannidae. De wetenschappelijke naam van de soort is voor het eerst geldig gepubliceerd in 1992 door Okutani, Tsuchida & Fujikura.